# (2043) Ortutay
(2043) Ortutay est un astéroïde de la ceinture principale.

## Description
(2043) Ortutay est un astéroïde de la ceinture principale. Il fut découvert le 12 novembre 1936 à l'observatoire Konkoly par György Kulin. Il présente une orbite caractérisée par un demi-grand axe de 3,11 UA, une excentricité de 0,11 et une inclinaison de 3,1° par rapport à l'écliptique.

## Nom
Il a été nommé en mémoire de Gyula Ortutay, en hongrois Ortutay Gyula, (1910-1978), professeur d'ethnographie et responsable culturel hongrois qui a contribué à la popularisation de l'astronomie dans son pays.

## Compléments